# Mathieu Duhamel
Mathieu Duhamel (Mont-Saint-Aignan, 12 juli 1984) is een Frans voetballer die bij voorkeur als aanvaller speelt. Hij speelt sinds 2012 bij SM Caen.

## Clubcarrière
Duhamel kwam in 2010 in de Ligue 2 terecht bij Troyes AC na periodes bij US Quevilly, FC Rouen, SO Romorantin, Stade Laval en US Créteil in lagere afdelingen. In januari 2011 leende Troyes AC hem uit aan FC Metz, dat hem na een succesvolle periode (9 doelpunten uit 18 wedstrijden) overnam van Troyes. In zijn tweede jaar scoorde hij 10 doelpunten uit 34 wedstrijden voor FC Metz, waarna SM Caen hem kocht in 2012. In zijn eerste seizoen scoorde hij 13 doelpunten uit 32 wedstrijden voor Caen, het seizoen erop krikte hij dat aantal op naar 24 doelpunten uit 35 wedstrijden. In 2014 steeg de club naar de Ligue 1, waardoor Duhamel op dertigjarige leeftijd zijn debuut mocht maken op het allerhoogste niveau tegen Évian Thonon Gaillard op de eerste speeldag van het seizoen 2014/15, die met 0-3 gewonnen werd door Caen dankzij twee doelpunten van Duhamel zelf.
1 Zelazny ·
2 Baysse ·
3 Armougom ·
4 Diomandé ·
5 Sankoh ·
6 Oniangué  ·
7 Khaoui ·
9 Repas ·
10 Fajr ·
11 Ninga ·
12 Beauvue ·
13 Joseph ·
14 Gradit ·
15 Imorou ·
16 Callens ·
17 Deminguet ·
18 Bammou ·
19 Tchokounté ·
21 Guilbert ·
22 Mbengue ·
23 Dabo ·
24 Djiku ·
27 Crivelli ·
29 Genevois ·
30 Samba ·
40 Reulet ·
Coach: Mercadal